# Odei
Odei, o anche Hodei (tuono, forse modificazione di Odin), nella mitologia basca, è un genio del tuono, ed una personificazione delle tempeste; è simile a Mari, altra divinità del tuono a cui sembra essere sottomesso.